# Soulèvement du Nord
Le soulèvement du Nord, également appelé révolte des comtes du Nord ou rébellion du Nord, est une tentative infructueuse de la noblesse catholique du nord de l'Angleterre de remplacer la reine Élisabeth Ire d'Angleterre par Marie Ire d'Écosse en 1569.